# Métiers équestres en France
Les métiers équestres en France sont l'ensemble des activités professionnelles liées aux équidés en France, c'est-à-dire aux chevaux poneys, ânes et mulets. Ils sont très variés, puisqu'il incluent des activités sportives, l'élevage, les loisirs, les soins ou encore la fabrique du matériel équestre. Chacun d'eux nécessite une formation bien spécifique. Certains ont une longue histoire, datée des premières formations de cavaleries durant l'antiquité.

## Emploi dans la filière équestre
En France, en 2012, près de 114 000 personnes occupent un emploi en lien avec la production ou l'utilisation des équidés. Plus de la moitié exercent dans le secteur de l'élevage, un peu moins d'un quart comme moniteur d'équitation.

## Métiers de l'agriculture

### Élevage

#### L'éleveur
L'éleveur sélectionne différents équidés dans le but d'en faire le commerce. Il supervise l'ensemble des opérations visant à faire se reproduire des animaux au profit de l'activité humaine, fournit des équidés et met à disposition ses animaux reproducteurs (étalon et poulinière). Il produit aussi du fumier, ainsi que, parfois, des produits dérivés comme du lait de jument.
Il peut se spécialiser dans la production d'équidés pour les compétitions équestres et hippiques, ce type d'élevage concernant essentiellement les chevaux de sang, les Pur-sangs, trotteurs et autres demi-sangs. Les chevaux de ce type d'élevage, s'ils sont peu performants en compétition, fournissent généralement la cavalerie des centres équestres. Une autre spécialité répandue est la production de chevaux et d'ânes pour la revente comme animaux de loisir à des particuliers, les chevaux de couleurs et les chevaux d'allures, notamment, sont appréciés. Enfin l'élevage, principalement des races de trait, peut avoir pour but le commerce d'animaux destinés au marché de la viande, ou la production d'autres biens de consommation tels que le lait de jument, voire l'urine de jument qui sert à fabriquer un médicament au Canada.
Cette spécialisation se traduit souvent par un élevage exclusif d'une ou deux races de chevaux adaptées au commerce recherché. L'éleveur est souvent le premier maillon des métiers équestres, puisque les naissances d'équidés dépendent de lui.
Les formations suivantes permettent de devenir éleveur en France : Bac pro conduite et gestion de l’exploitation agricole (CGEA) système à dominante élevage ou un BTSA option Productions animales ou Analyse et conduite de système d’exploitation.
45 000 éleveurs exercent en France, principalement dans le Nord-Ouest. Ainsi, 10 % des équidés sont détenus par des exploitations de Basse-Normandie. Près de 50 % de ces emplois sont liés aux courses. Depuis 2002, le nombre d’éleveurs recensés par les Haras nationaux augmente régulièrement : + 6 % en 10 ans.

#### Autres métiers liés à la reproduction des équidés
Le veilleur de nuit et l'assistant d'élevage secondent l'éleveur.
Veilleur de nuit
Le veilleur de nuit assure le suivi nocturne des activités de reproduction, et joue un rôle essentiel dans les grands élevages. Le cursus en France pour devenir veilleur de nuit est de passer un CAPA soigneur d’équidés ou un Bac pro conduite et gestion de l’exploitation agricole (CGEA) système à dominante élevage.
Assistant d'élevage
L’assistant d'élevage soigne et entretient juments, poulains et étalons. Ses responsabilités varient du palefrenier au responsable de la jumenterie. En France, il a suivi un cursus de CAPA soigneur d'équidés, de BTSA productions animales module équin ou de BTSA analyse et conduite des systèmes d'exploitation (ACSE) module équin.
Des spécialisations dans le métier d'éleveur existent :
Étalonnier
L'étalonnier assure la promotion des étalons et leur utilisation en tant que reproducteur. Parfois, il gère administrativement et commercialement la carrière de reproducteur des étalons et pratique l'insémination artificielle. C'est généralement un métier saisonnier exercé par un professionnel du cheval, lui-même éleveur ou responsable de haras. Le cursus en France est de suivre un brevet professionnel responsable exploitation agricole avec unité capitalisable élevage équin, ou un BTSA productions animales module équin.
Responsable d'élevage
Le responsable d'élevage est à la tête de la structure sans être propriétaire. Ce poste nécessite une bonne expérience terrain, des capacités managériales et de gestion. Sa mission est d'entretenir les chevaux, de faire naître et d’élever les poulains jusqu’à leur vente, et d'optimiser sa stratégie de vente selon le marché ou il se positionne. Un responsable d'élevage a acquis une solide expérience comme palefrenier soigneur, étalonnier ou assistant d'élevage. Sa formation initiale en France a consisté en un BTSA productions animales module équin, un BTSA analyse et conduite des systèmes d'exploitation (ACSE) module équin, ou une licence professionnelle management des organisations agricoles, spécialité management des organisations équestres.
Inséminateur
Le chef du centre d'inséminateur et son équipe d'inséminateurs utilisent l’ensemble des techniques modernes de reproduction à grande échelle. Le métier d’inséminateur est saisonnier, qualqué sur les périodes de reproduction. En France, un certificat d'aptitude à réaliser des inséminations artificielles sur équin ainsi qu'une licence d’inséminateur sont accessibles après un bac pro conduite et gestion de l’exploitation agricole (CGEA).

#### Cavaliers agricoles

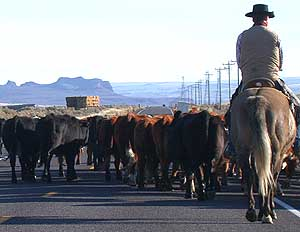
Cow-boy dans l'Oregon.

Les cavaliers agricoles ou gardiens de troupeaux permettent l'élevage sur des grands territoires, souvent difficile d'accès : ce sont les butteri en Toscane (en Maremme et dans les Marais pontins), les Csikós en Hongrie, les cow-boys dans les pays anglo-saxons, les gardians en Camargue, les gauchos au Brésil, les huasos au Chili, et les vaqueros dans la péninsule Ibérique.

### Haras
Les haras sont des centres d'élevage équin présents dans de nombreux pays. Il en existe des privés, dont le fonctionnement demande un personnel, et des publics nationalisés, particulièrement en France. Par le passé, ils servaient à produire des chevaux de guerre. Désormais, la plupart d'entre sont réorientés vers la sauvegarde des races locales et la production de chevaux de sport. En France, les officiers des haras sont recrutés sur concours, et sont diplômés de l'École des officiers des haras, située au Haras du Pin, qui dépend du Ministère de l'Agriculture français.

## Métiers des sports hippiques

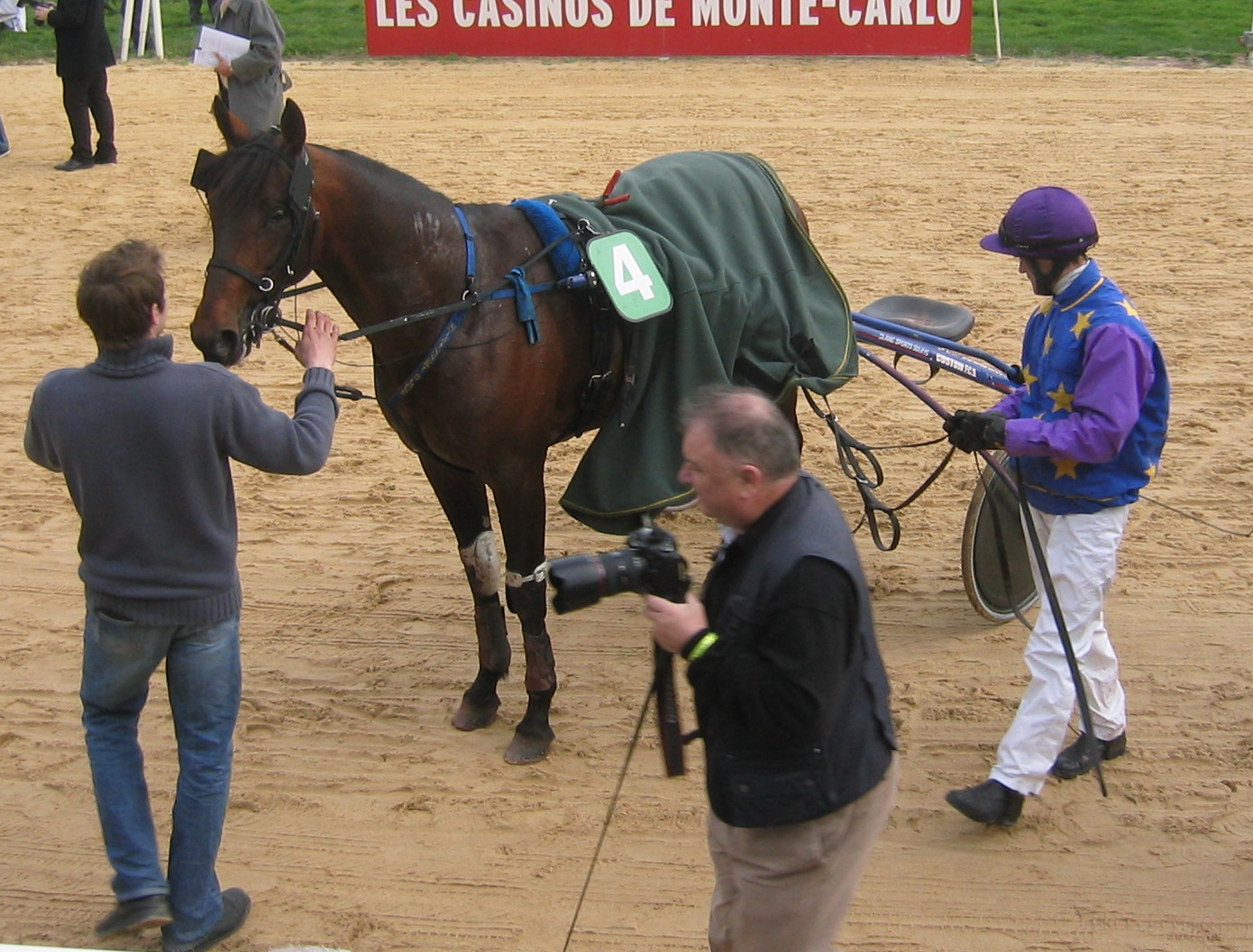
Nijinski Blue avec son lad et son driver Pierre-Yves Verva après le Critérium de vitesse de Cagnes-sur-Mer en 2008.

En France, en 2013, plus de 7 000 salariés sont employés régulièrement ou temporairement dans un établissement du secteur des courses, majoritairement (à 60 %) dans le secteur du galop.

### Métiers de cavalier dans les sports hippiques
Les jockeys, les drivers, les cavaliers d'entraînement, les lad-jockeys et les lad-drivers montent des chevaux.
Jockey et driver
Les jockeys et les drivers montent ou conduisent les sulkys, et se déplacent dans les différents hippodromes. Les critères physiques sont stricts et nécessitent de suivre les règles de vie des sportifs de haut niveau. En effet, le poids d'un jockey est réglementé : environ 50 kg pour 1,55 m en plat, jusqu'à 60 kg pour 1,70 m en obstacles. Un jockey peut débuter comme apprenti au sein d'une écurie, chez un entraîneur précis. S'il atteint une renommée suffisante grâce à ses succès, il pourra travailler pour plusieurs entraîneurs et propriétaires. Un jockey de renom peut être appelé spécifiquement pour monter un cheval dans une course donnée. Les jockeys ont la plupart du temps une spécialité en course de plat, mais certains peuvent faire carrière dans plusieurs disciplines du sport hippique. Driver est une profession qui s'exerce rarement seule, mais souvent en doublon avec la profession d'entraîneur. En France, les jockeys sont titulaires soit d'un CAPA lad-cavalier d’entraînement, d'un CAPA soigneur d’équidés, soit d'un Bac pro conduite et gestion de l’entreprise hippique ou conduite et gestion de l’exploitation agricole à dominante élevage. Le CAPA peut être obtenu dans une école AFASEC (Association pour la formation et l'action sociale dans les écuries de courses) ou MFR. En France, le jockey perçoit un fixe autour de 1 400 € net en 2014, auquel s’ajoute un pourcentage du prix en cas de monte gagnante : 5 % pour le trot, 10 % pour le plat, et 9 % pour l’obstacle. En Australie et aux États-Unis, le jockey est considéré comme un travailleur indépendant, mais n'est pas autorisé à parier sur les courses.
Cavaliers d'entraînement
Les cavaliers d'entraînement s’occupent du débourrage des jeunes chevaux, des soins quotidiens, ainsi que de l’entraînement. Les critères physiques sont les mêmes que pour les jockeys. En France, ils sont titulaires d'un CAPA lad-cavalier d’entraînement ou soigneur d’équidés, ou bien d'un Bac pro conduite et gestion de l’entreprise hippique ou conduite et gestion de l’exploitation agricole système à dominante élevage.
Lad-jockey et lad-driver
Le lad-jockey s'occupe des chevaux de galop, le lad-driver, des trotteurs. Ces cavaliers soignent et entraînent des chevaux de course. Ils montent de 3 à 8 chevaux. Les critères physiques sont les mêmes que pour les jockeys. 5 % d'entre eux pourront évoluer vers le métier de jockey. En France, ils sont titulaires d'un CAPA lad-cavalier d’entraînement, d'un CAPA soigneur d’équidés ou d'un Bac pro conduite et gestion de l’entreprise hippique ou conduite et gestion de l’exploitation agricole système à dominante élevage.

### Métiers de coaching et d'encadrement
Les entraîneurs et les premiers garçons sont chargés du coaching des cavaliers et de l'encadrement des équipes.
Entraîneur
L’entraîneur dirige l’écurie de courses : il manage le personnel, gère les relations avec les propriétaires, les achats, supervise l'entraînement et les engagements des chevaux aux courses. Il a une solide expérience en tant que cavalier ou premier garçon. En France, il a généralement un Bac pro conduite et gestion de l’entreprise hippique ou conduite et gestion de l’exploitation agricole système à dominante élevage, ou un BTSA option productions animales ; et il dispose d'une licence professionnelle d’entraîneur, obligatoire (France Galop ou SECF pour les courses de trot).
Premier garçon
Le premier garçon seconde l'entraîneur, organise et répartit le travail des cavaliers d'entraînement, lad-drivers et palefreniers. Il assure également des tâches logistiques. Il a acquis solide expérience en tant que cavalier d’entraînement ou de lad-driver. En France, il est titulaire d'un CAPA lad-cavalier d’entraînement ou soigneur d’équidés, ou d'un Bac pro conduite et gestion de l’entreprise hippique ou conduite et gestion de l’exploitation agricole système à dominante élevage.

### Autres métiers des sports hippiques
Les garçons de cour, de voyage et les techniciens d'hippodrome travaillent également dans l'univers des courses.
Garçon de cour
Le garçon de cour assure le soin aux chevaux et il est chargé des travaux de nettoyage et d'entretien des écuries. Aucune formation spécifique n'est exigée mais le CAPA option soigneur d'équidés ou lad jockey et le BEPA entrainement du cheval de compétition sont des formations possibles.
Garçon de voyage
Le garçon de voyage organise et réalise le transport des chevaux de courses, dans le respect du droit des transports d’animaux. Il s'occupe également du toilettage et de la préparation des chevaux avant la course. En France, il a passé un CAPA lad-cavalier d’entraînement ou soigneur d’équidés, un Bac pro conduite et gestion de l’entreprise hippique (CGEH) ou conduite et gestion de l’exploitation agricole (CGEA) système à dominante élevage. Il possède un permis de conduire avec CAPTAV (certificat d'aptitude professionnelle pour le transport d'animaux vivants), ainsi que le permis EB ou C.
Technicien d'hippodrome
Le technicien d'hippodrome a un travail diversifié, il contrôle l’entrée des écuries, place les chevaux au départ, est chargé de la pesée des jockeys (agent du service des balances), du chronométrage de la course ou bien de la proclamation des arrivées officielles. Ce poste est accessible en France après la 3e.

## Métiers des sports équestres
Cavalier professionnel
Les cavaliers professionnels forment les chevaux, les monte en compétition et en assure la progression, souvent jusqu’à la vente. En saut d'obstacles, dressage et concours complet, un cavalier professionnel débute souvent comme :
- cavalier pour un élevage : son rôle est d'éduquer les jeunes chevaux et de les valoriser en concours.
- cavalier pour un autre cavalier professionnel de plus haut niveau : son rôle peut être de préparer les chevaux restant à l'écurie lorsque son employeur est en concours. Certains cavaliers professionnels, lorsqu'ils ont un piquet de chevaux important et de qualité, peuvent demander à un employé cavalier suffisamment adroit de monter ses chevaux en concours.
- cavalier pour un marchand de chevaux : son rôle est de plusieurs nature selon l'emploi et les chevaux en transit chez le marchand. Il peut lui être demandé de rééduquer un cheval, d'en valoriser un autre en concours, d'en monter un autre encore devant des clients, etc.

Le cursus suivi en France peut être un diplôme universitaire d'éthologie cheval, un certificat de spécialisation en éducation et travail des jeunes équidés, un Bac pro conduite et gestion de l’entreprise hippique (CGEH), ou un DESJEPS. Le critère essentiel reste le niveau du cavalier.
Chef de piste
Le chef de piste conçoit les parcours de saut d'obstacles, de cross et de hunter. Il est responsable du bon déroulement et de l'équité des épreuves.

## Métiers de l'animation et de l'enseignement équestre

### Législation en France
En France, les métiers de l'animation et de l'enseignement sportif sont réglementés par l'article L212-1 du code du Code du sport. Ce code précise que seuls peuvent animer, enseigner, encadrer une activité physique ou sportive ou entraîner ses pratiquants contre rémunération les titulaires d'un diplôme, titre à finalité professionnelle ou certificat de qualification garantissant la compétence de son titulaire en matière de sécurité. L'équitation n'échappe pas à cette règle et de nombreux diplômes à caractère professionnels ont été mis en place par l'état, les professionnels au sein de la CPNE-EE, et la Fédération française d'équitation. À chaque diplôme correspond des qualifications et prérogatives différentes, donc des métiers différents. Il existe des passerelles entre différents diplômes.
Un passeport, délivré par l’International Group for Equestrian Qualifications (IGEQ), permet aux enseignants de voir leurs qualifications confirmées et reconnues dans les pays membres.

### Métiers d'encadrement
Directeur de centre équestre
Les directeurs de centre équestre sont chargés de la gestion des structures équestres, du management du personnel, de l'organisation pédagogique, des projets sportifs, de la commande de du matériel. Ils sont responsables de l’entretien et du bien-être des chevaux. Ils allient connaissance terrain et qualités de gestionnaire et de manager.

### Les assistants animateurs
Ils doivent être titulaires d'un diplôme de niveau V en France, ou d'un diplôme d'animateur sportif en Belgique; ils ont des prérogatives limitées et doivent exercer leur activité d'animation ou d'initiation sous la tutelle ou le contrôle d'un diplômé de niveau IV ou plus.
Animateur poney
L'animateur poney, initie au poney dans tout établissement. En France, il exerce sous l’autorité d’un titulaire du BEES ou BPJEPS activité équestre, toutes mentions. Il est titulaire d'un diplôme qui était délivré par la Fédération française d'équitation de niveau I international jusqu'au premier septembre 2012. L'équivalent anglais est le diplôme d'assistant instructeur délivré par la British Horse Society (BHS). En Belgique, il s'agit des initiateurs ou moniteurs de niveau 1.
Animateur assistant d’équitation
L'animateur assistant d’équitation (AAE) anime les activités de découverte et initiation dans les activités équestres à l’exclusion des pratiques compétitives de niveau amateur et plus. En France, il exerce sous l’autorité d’un titulaire d’une certification de niveau IV ou supérieur dans le domaine des activités équestres. Il est titulaire d'un diplôme délivré par la Fédération française d'équitation, de niveau I international. En Belgique, il s'agit des initiateurs ou moniteurs de niveau 1.
Assistant animateur technicien poney
L’assistant animateur technicien poney initie à l’équitation sur poney. En France, il exerce sous l’autorité d’un BEES ou d’un BPJEPS exerçant des fonctions d’enseignement dans l’établissement considéré. Il est titulaire du brevet d'aptitude professionnelle d'assistant animateur technicien de la jeunesse et des sports (BAPAAT).
Animateur soigneur assistant
L'animateur soigneur assistant mention équitation participe à l’encadrement des pratiquants dans le cadre d’une action d’animation en équitation cheval, en équitation poney. Il est également formé à l'entretien des installations équestres, aux soins aux chevaux, et au travail des chevaux d'école. En France, il exerce sous le contrôle d’un titulaire du BEES équitation ou du BPJEPS équitation. Il est titulaire du CQP-ASA (Animateur Soigneur Assistant) équitation mis en place à l'initiative des syndicats professionnels et délivré par la CPNE-EE.

### Les animateurs enseignants

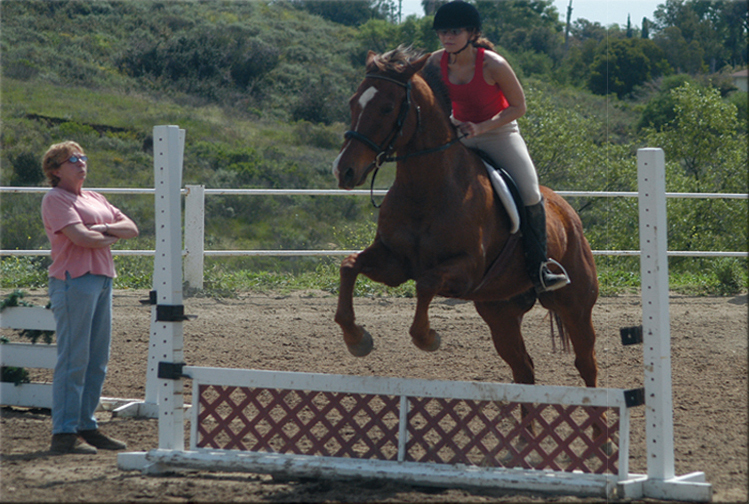
Vicki Schuman, une monitrice d'équitation anglaise.

On les appelle communément moniteurs d'équitation. Leur qualité de pédagogue est primordiale : elle leur permet de s'adapter à différents publics, jeunes, adultes, handicapés, à différents niveaux, du débutant jusqu’au premier niveau de compétition, à différentes disciplines, de la balade au saut d'obstacle. Le succès de leurs cours permet de faire prospérer le centre équestre. Ils sont les garant du respect des règles de sécurité et du respect des chevaux. Ils peuvent superviser l'équipe de palefreniers. Ils planifient le travail des chevaux, et assurent la formation et l'entretien de la cavalerie. En France, ils sont titulaires d'un diplôme de niveau IV et peuvent exercer leur activité en toute autonomie. En Belgique, ils ont validé une formation de moniteur sportif initiateur. La Formation Internationale de Moniteurs d'Equitation (FIME) forme les stagiaires de nationalité étrangère au métier de moniteur, certifié par le diplôme d'état du BPJEPS, diplôme de niveau IV européen et de niveau II international.
Enseignant animateur d’équitation
L'enseignant animateur d’équitation conduit en autonomie de séances d’initiation aux pratiques équestres. En France, il est titulaire du CQP-EAE (Enseignant Animateur d’Equitation) mis en place à l'initiative des syndicats professionnels, soucieux de conserver un diplôme polyvalent pour toutes les disciplines équestres à la suite de la disparition du BEE1, et délivré par la CPNE-EE.
Enseignement de niveau inférieur au niveau de compétition amateur
En France, les titulaires du brevet professionnel de la jeunesse, de l’éducation populaire et du sport (BPJEPS) activités équestres, conduisent des séances, cycles d’initiation, de découverte et d’animation sportive dans toutes les activités équestres, séances et de cycles d’enseignement jusqu’au premier niveau de compétition de la mention du diplôme. Pour la mention tourisme s’ajoute l'accompagnement de randonnées pour tout public et sur tout itinéraire. Les mentions du diplôme sont : équitation, tourisme équestre, équitation western, équitation de tradition et de travail, attelage. Hors mention équitation, ce diplôme est l'équivalent du niveau II international, correspondant par exemple à un écuyer avec certificat fédéral de capacité en Suisse. Avec la mention équitation, il est de niveau III international, correspondant au métier d'instructeur en Espagne, et au métier d'aide moniteur en Belgique.
Enseignement jusqu'au premier niveau de compétition amateur
En France, les titulaires du brevet d'état d'éducateur sportif de niveau I équitation (BEE1) enseignent des activités équestres dans tout établissement. Ce diplôme du Ministère de la Jeunesse et des Sports n'est plus délivré, il a été remplacé par le DEJEPS, qui certifie des compétences dans le champ du perfectionnement et de l’entraînement sportif au niveau amateur. La formation était plus tournée vers l'enseignement des disciplines olympiques que vers l'animation et comprenait plusieurs options (Dressage, CSO, CCE). L'équivalent en Belgique est aide moniteur ou moniteur de niveau 2, et en Suisse d'écuyer avec certificat
fédéral de capacité.

### Les enseignants spécialisés et entraîneurs
Ont les appelle communément instructeurs ou entraîneurs. Ils enseignent non seulement l'équitation, mais assurent l’entraînement en compétition, ainsi que la formation technique du personnel. Ils peuvent assurer la formation des moniteurs. En France, Ils sont titulaires d'un diplôme de niveau III ou plus.
Instructeur
Les instructeurs forment les moniteurs d'équitation. Ils peuvent également gérer des établissements équestre. Anciennement en France, ils étaient titulaires du brevet d'état d'éducateur sportif de niveau II (BEE2) équitation, de niveau III international. Ils enseignent des activités équestres dans tout établissement. Ce diplôme du Ministère de la Jeunesse et des Sports n'est plus délivré, il a été remplacé par les DE et DESJEPS. Leurs prérogatives sont les mêmes que celles des BEE1, mais leur formation était plus poussée tant en équitation qu'en pédagogie et gestion des établissements équestre. À noter que le Brevet d'État d'éducateur sportif de niveau III permet en France d'être formateur de formateurs et entraîneur des sportifs de haut-niveau. Au Canada, ils sont titulaires d'un Diplôme d'études collégiale (DEC) techniques équines.
Coach de compétition
Les coachs de compétition entraîne les cavaliers en compétition. Il est responsable du suivi et de la formation technique de son personnel, et peut être amené à diriger sa propre structure. En France ce métier est accessible après un DEJEPS pour les enseignements limités au premier niveau de compétition amateur, un Brevet d'État d'éducateur sportif de niveau III, ou un DESJEPS, pour les entraînement sportif au niveau professionnel, pour les mentions concours complet d’équitation, concours de saut d’obstacles, dressage ou équitation. Pour ce dernier, l'équivalent en Belgique est le titre de moniteur (moniteur de niveau 3), en Suisse d'écuyer avec brevet professionnel, en Finlande de maître instructeur, et au Portugal d'instructeur.
Entraîneur
Les entraîneurs sont spécialisés dans une discipline de compétition. En France, ce sont des enseignants diplômés d’État titulaires d'un des brevets fédéraux d’entraîneur (BFE) 1 ou  2.
Écuyer du cadre noir
Les écuyers du Cadre noir forment un corps de cavaliers enseignants et formateurs, experts en techniques équestres, auprès de l'École nationale d'équitation (ENE). Leur rôle principal est la transmission technique et théorique aux élèves-stagiaires de l'ENE, formant ainsi les futurs cadres, managers et enseignants civils des centres équestres. Ils s'occupent aussi du dressage des chevaux de l'école, et tiennent un rôle de chercheurs de par leurs recherches et approfondissement des connaissances équestres,. Ils ont également pour rôle la tenue des événements et des représentations publiques (18 présentations en 2010), et participent aux compétitions nationales et internationales. Ils soutiennent et participent au développement du haut-niveau dans les trois disciplines olympiques: dressage, saut d'obstacles et le concours complet d'équitation. Ils s'impliquent également dans la formation de l'équipe de France de Handisport. Le ministère de la Défense nationale détache 7 militaires pour intégrer le corps des 43 écuyers. Outre ces écuyers détachés, les autres écuyers sont des civils, recrutés sur concours. Les conditions d'entrées au concours sont un âge inférieur à 30 ans, la qualification d'instructeur et la justification de résultats significatifs en compétition de niveau national ou international. Les personnes recrutées deviennent des élèves-écuyers pendant une période probatoire d'un an, et n'ont pas encore droit de porter la tenue des écuyers. Au terme de la période probatoire, ils intègrent le Cadre Noir en tant qu'aspirant-écuyer et portent la tenue noire. Ils ne deviennent écuyers qu'au terme d'une période de trois ans.

## Thérapeutes spécialisés
Équithérapeute

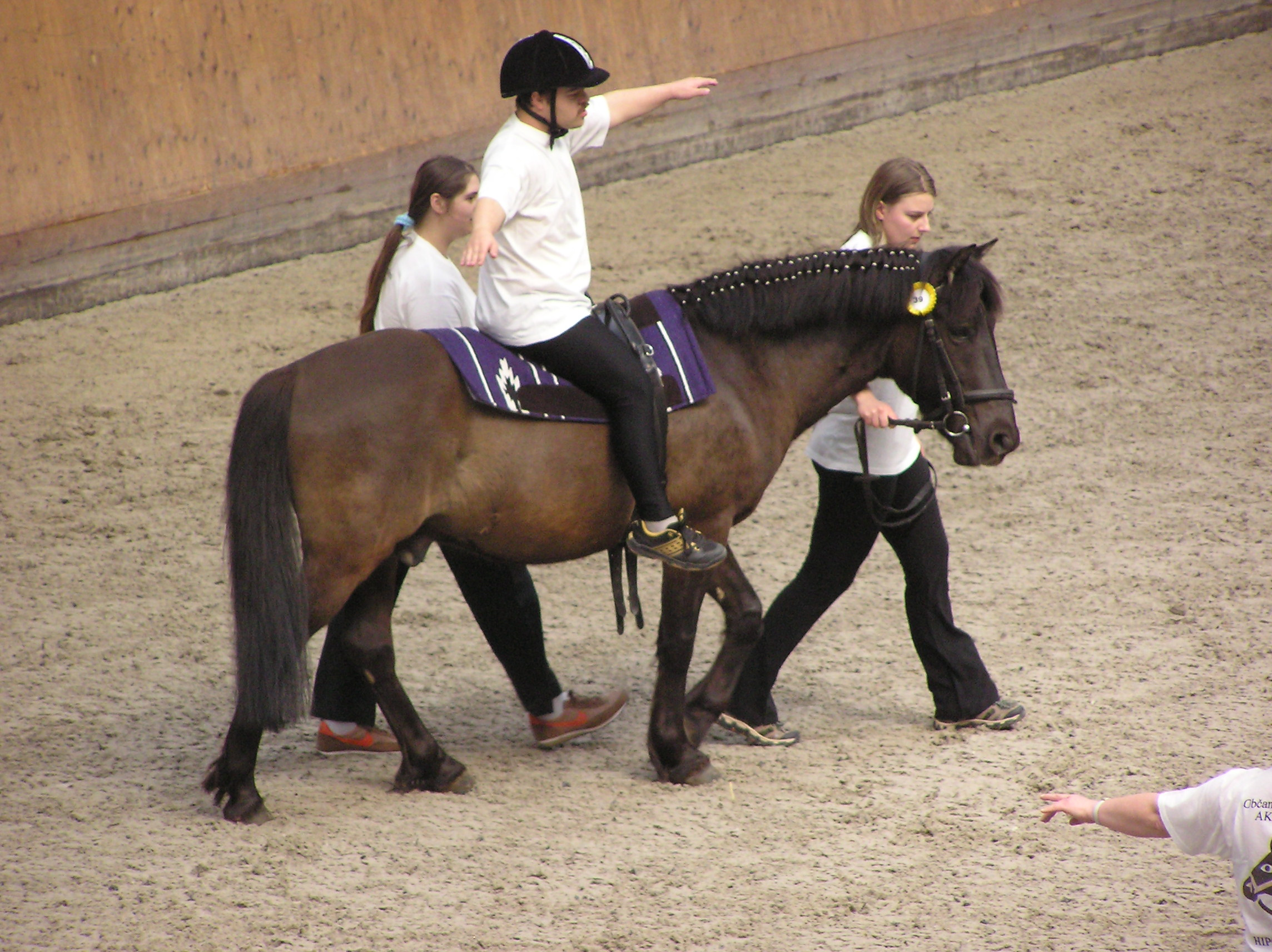
Séance d'équithérapie en république tchèque.

L'équithérapeute (hippothérapeute en Belgique) est un professionnel de la relation d'aide habilité à prendre en charge en autonomie des publics en difficulté par la médiation du cheval. En France, il est titulaire d'un diplôme privé spécifique délivré par la Société Française d'Equithérapie ou l'Institut de Formation en Equithérapie, et engagé dans une démarche éthique. Cependant, l'équithérapie n'est pas une profession réglementée par la législation française.
Équicien
L'équicien est un professionnel de la médiation équine, il guide des publics en situation de handicap avec des équidés dans des actions à visée thérapeutique ou éducative, suivant ses compétences, en coordination avec une équipe médico-sociale. C'est un professionnel de la relation d’aide, mais ce n'est ni un soignant, compétence des équithérapeutes, ni un enseignant équestre. Ce nouveau métier fait l'objet d'un diplôme de niveau III en France, inscrit au RNCP depuis janvier 2014 et délivré par l'association Equit'aide. Par ailleurs, le brevet national de secourisme est indispensable pour exercer ce métier.
Ostéopathe équin
L'ostéopathe équin est un ostéopathe animalier qui va soigner le cheval par différentes techniques manuelles qui vont libérer les restrictions de mobilité et redonner à l'animal son équilibre et sa souplesse. L'enseignement clinique permet à l'ostéopathe de poser son diagnostic. Il doit pouvoir exclure des pathologies qui ne sont pas de son ressort et diriger le cheval vers le vétérinaire. L'ostéopathe et le vétérinaire sont complémentaire.
L'ostéopathie est une science clinique : c'est une parfaite connaissance de l'anatomie, de la physiologie, ainsi que des différentes techniques manuelles. Pour devenir ostéopathe animalier, il faut suivre un cursus de 5 ans en formation d'ostéopathie animale, dans un centre de formation enregistré au registre national des certifications professionnelles.

## Métiers du tourisme

### Métiers de cavalier liés au tourisme
En France, les métiers d'accompagnement et d'animation dans le secteur du tourisme équestre sont réglementés par l'article L212-1 du code du sport au même titre que ceux de l'enseignement équestre.
Accompagnateur de tourisme équestre
L'accompagnateur de tourisme équestre (ATE) accompagne et conduit des promenades et randonnées en autonomie dans tout établissement, dans le cadre de parcours identifiés. En France, il possède un titre à finalité professionnelle de niveau IV délivré par la FFE. Après un exercice professionnel de 1200h, il peut demander l’équivalence du CQP-ASA (Animateur Soigneur Assistant) mention tourisme équestre. La Belgique délivre également un diplôme d'accompagnateur fédéral de tourisme équestre.
Assistant animateur technicien en tourisme équestre
L'assistant animateur technicien en tourisme équestre accompagne des randonnées, soit comme assistant, soit dans des conditions limitées et préparées d'un enseignant de niveau supérieur (en France, par un titulaire du BEES ou BPJEPS), sur des sites ou itinéraires balisés, préalablement reconnus. Ses fonctions assurées dans le cadre d’une situation salariale et sous l’autorité d’un BEES ou d’un BPJEPS exerçant des fonctions d’enseignement dans l’établissement considéré. Il est titulaire du Brevet d'Aptitude Professionnelle d’Assistant Animateur Technicien de la jeunesse et des sports (BAPAAT), de niveau V, dans la mention tourisme équestre, et qui constitue le premier niveau de qualification professionnelle dans les secteurs de l’animation sportive.
Animateur soigneur assistant en tourisme équestre
L'animateur soigneur assistant en tourisme équestre participe à l’encadrement des pratiquants dans le cadre d’une action d’animation en tourisme équestre, sous le contrôle d’un titulaire d'un diplômé de niveau IV (BPJEPS Tourisme Equestre, BEES, GTE...). Il doit être titulaire du diplôme de niveau V mis en place à l'initiative du Syndicat National des Entreprises de Tourisme Équestre (SNETE) et délivré par la CPNE-EE.
Guide de tourisme équestre
Le guide de tourisme équestre (GTE) a la capacité d'organiser de A à Z des randonnées en toute autonomie. Ce diplôme de la FFE n'est plus délivré.
Organisateur de randonnée équestre
L'organisateur de randonnée équestre initie aux techniques de la randonnée équestre et conduit de promenades et de randonnées équestres en autonomie. Il doit être titulaire du diplôme de niveau IV, CQP ORE (Organisateur de Randonnées Equestres), mis en place à l'initiative du Syndicat National des Entreprises de Tourisme Équestre (SNETE) et délivré par la CPNE-EE.
Moniteur de tourisme équestre
Le moniteur de tourisme équestre conduit des séances et de cycles d’initiation, de découverte et d’animation sportive dans toutes les activités équestres, des séances et de cycles d’enseignement jusqu’au premier niveau de Techniques de randonnée équestre de compétition, accompagne des randonnées pour tout public et sur tout itinéraire. Il est titulaire du Brevet professionnel de la jeunesse, de l’éducation populaire et du sport BPJEPS activités équestres, mention tourisme équestre, diplôme de niveau IV.

## Autres métiers du tourisme
D'autres métiers peuvent être rattachés au tourisme équestre mais ne nécessitent pas de diplôme :
Loueur d'équidés
Les loueurs d'équidés louent des chevaux, le plus souvent pour la promenade ou la randonnée ; ils ne peuvent pas facturer de prestation autre que la simple location des chevaux et du matériel; ils sont tenus à fournir à leurs clients des chevaux adaptés à leur niveau et du matériel en bon état.
Exploitant de gîtes équestres
Les exploitants de gîtes équestres. À moins d'exploiter en plus un centre équestre ou de tourisme équestre, ils reçoivent en plus des cavaliers et leurs montures tous les touristes et randonneurs.

## Métiers de la vente
Marchand de chevaux et vendeur d'équidés
Les marchands de chevaux, les vendeurs d'équidés travaillent au quotidien avec ces animaux. Ils entretiennent et valorisent leurs chevaux en vue de leur revente. Ils servent d'intermédiaire pour le marché étranger des chevaux de sport ou de course, et promeuvent la production nationale à l'étranger.
La formation en France réside dans une licence professionnelle en commercialisation des produits équins.

## Soins courants
Palefrenier
Le palefrenier prodigue les soins quotidiens aux chevaux : il les nourrit, surveille leur santé et prodigue les premiers soins, entretient les box, s'occupe des petites réparations dans les installations, veille à la sécurité des écuries dans les clubs... Par contre, il ne monte les chevaux que très rarement. C'est un métier physique, polyvalent. En France, une des formations correspondant est le CAPA soigneur d’équidés.
Groom
Le groom travaille dans une écurie de compétition, soigne les chevaux, et se déplace pour les accompagner en compétition. Son activité est liée à la saison de concours. Les formations possibles en France sont un CAPA soigneur d'équidés, un certificat de spécialisation en éducation et travail des jeunes équidés, ou un Bac pro conduite et gestion de l’entreprise hippique (CGEH).
Cavalier soigneur
Le cavalier soigneur assure les soins quotidiens des chevaux, l’entretien des écuries, et  participe au dressage et à la mise en condition physique des chevaux. Les formations recommandées en France sont les suivantes : CAPA soigneur d’équidés, certificat de spécialisation éducation et travail des jeunes chevaux, Bac pro conduite et gestion de l’entreprise hippique (CGEH) ou conduite et gestion de l’exploitation agricole (CGEA) système à dominante élevage, BPJEPS activités équestres.
Responsable d'écurie
Le responsable d'écurie gère l’entretien et la valorisation des chevaux, il manage les équipes de palefreniers et de cavaliers soigneurs. Il possède une solide expérience dans l'un de ces deux derniers métiers. En France, il a eu préalablement un CAPA soigneur, un des CQP de la commission paritaire nationale de l’emploi des entreprises équestres (CPNE-EE), un Bac pro conduite et gestion de l’entreprise hippique (CGEH) ou conduite et gestion de l’exploitation agricole (CGEA), un BTSA production animale (avec module ou support équin).

## Soins spécialisés

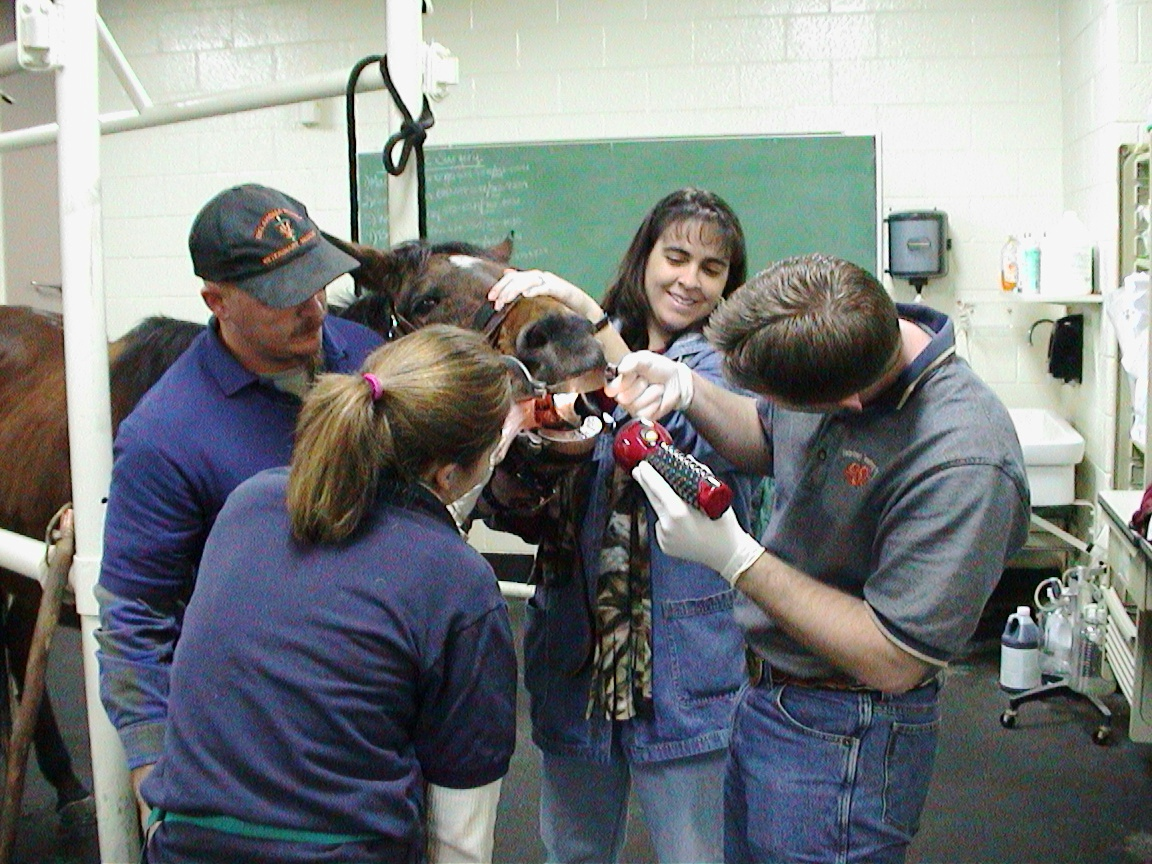
Formation clinique d'étudiants vétérinaires en formation clinique.

Vétérinaire et auxiliaire vétérinaire
Les vétérinaires et les auxiliaires vétérinaires soignent les animaux.
- Le vétérinaire équin peut être spécialiste (vétérinaire équin) ou non (pratique mixte). Il peut également être spécialisé dans un domaine (chirurgie, ophtalmologie, etc.), grâce à 3 ans d'études supplémentaires à l'issue de la formation initiale, et l'obtention du diplôme d'études spécialisées vétérinaires. Certaines autres spécialités ne sont pas reconnues officiellement en France, mais chaque vétérinaire peut posséder sa propre expérience ou l'avoir complétée par d'autres formations (vétérinaire ostéopathe par exemple). La formation est longue, à bac+7 en France : deux ans de classe préparatoire au concours d'entrée des écoles vétérinaires, suivies de cinq ans d'études pour obtenir un doctorat vétérinaire (hors spécialisation)[42]. La formation est également à bac + 7 au Canada, aux États-Unis ; elle est à bac + 6 en Belgique, au Maroc, en Tunisie. En Europe, l'Association européenne des établissements d'enseignement vétérinaire (AEEEV) délivre des accréditations permettant d'exercer à l'étranger.
- L'auxiliaire vétérinaire assiste le vétérinaire dans les tâches de secrétariat et les soins apportés aux animaux. Seul le groupement d'intérêt public formation en santé animale (GIPSA) est habilité à délivrer le titre d'auxiliaire vétérinaire reconnu par la profession vétérinaire[43].

Ostéopathe équin
L'ostéopathe équin intervient en complément du vétérinaire, quand le cheval a des troubles de la locomotion (boiterie, raideurs, défense lors de l’entraînement). Il réalise des manipulations destinées à soulager ce dernier. La profession a été reconnue en France en 2011, par l'ordonnance n°2011-863 du 22 juillet 2011 du code rural, et le décret du 5 octobre 2011. L'ostéopathe équin doit être inscrit sur une liste tenue par l'ordre régional des vétérinaires et s'engage à respecter des règles de déontologie définies par décret en Conseil d'État. Cependant les "compétences de ces personnes" ne sont pas encore parues par décret, ni la définition des actes d'ostéopathie visées par ce décret du code rural. Ainsi le cadre légal d'exercice de l'ostéopathe équin non vétérinaire est encore aujourd'hui flou. La formation se déroule dans une des écoles d’ostéopathie reconnues par la profession vétérinaire. Il est recommandé d' avoir une formation de docteur vétérinaire : si l'ostéopathe équin n'a pas cette formation, il doit exercer sous le contrôle d'un vétérinaire.
Kinésithérapeute équin
Le kinésithérapeute équin manipule les chevaux afin de soulager les douleurs musculaires ou les problèmes articulaires. Pour devenir kinésithérapeute équin en France, il est possible de suivre des études de vétérinaire (Bac +7) ou une formation de 3 ans en kinésithérapie, après sélection sur concours. La spécialisation équine s'acquière via une formation de deux ans à l’institut français de kinésithérapie animale. Au Canada, une attestation d'études collégiales (AEC) en massothérapie équine est reconnue par le ministère de l'enseignement supérieur, recherche, science et technologie, et permet en 2 ans de devenir massothérapeute équin.
Dentiste équin

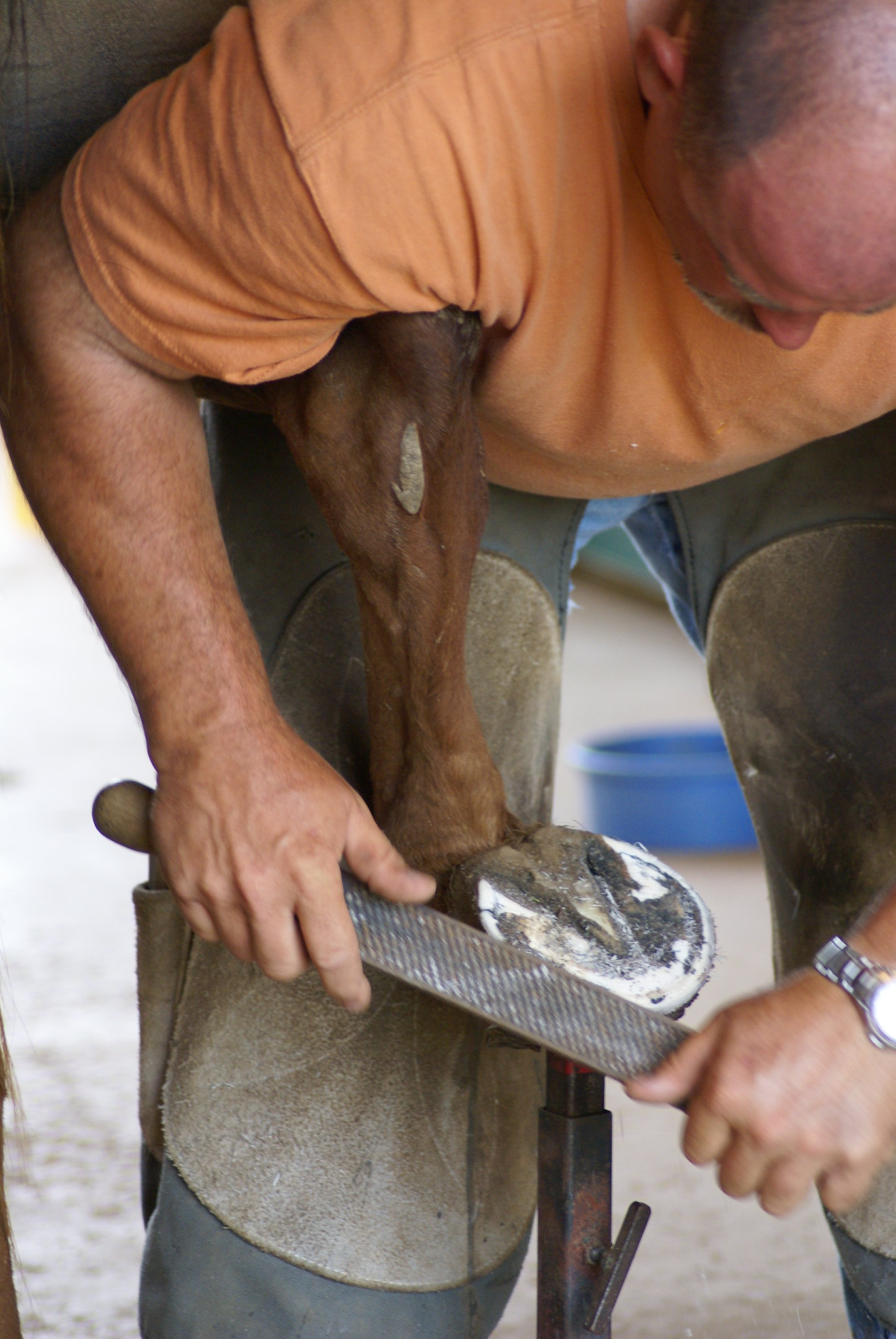
Un maréchal-ferrant au travail.

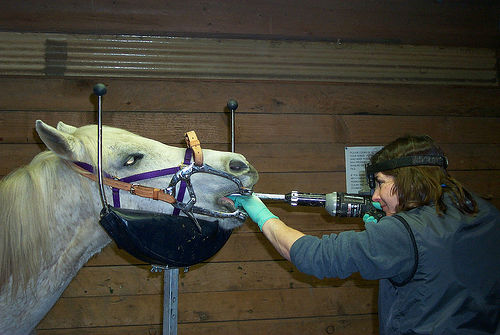
Un dentiste équin.

Le dentiste équin soigne la dentition des chevaux. En Europe, s’il est vétérinaire, il peut réaliser tous les actes nécessaires au bon état de la bouche du cheval ; s’il est maréchal ferrant, éleveur ou technicien dentaire, il est autorisé à limer la plaque dentaire et à extraire les dents de lait et de loup, sous l’autorité d’un vétérinaire. La profession a été reconnue en France en 2011, par l'ordonnance n°2011-863 du 22 juillet 2011 du code rural, et le décret du 5 octobre 2011. Cependant les "compétences adaptées de ces techniciens dentaires" ne sont pas encore parues par décret. Ainsi le cadre légal d'exercice du dentiste équin non vétérinaire est encore aujourd'hui flou. Il est recommandé d'avoir une formation de vétérinaire, complétée par une formation spécifique.
Maréchal-ferrant
Le maréchal-ferrant s'occupe du parage et du ferrage. Il intervient aussi bien sur les équidés que sur les bovidés. Il peut en outre prendre en charge l'hygiène de la bouche et des dents du cheval pour lui éviter tout souci de masticage, de déglutition et de digestion. Mais, dans ce domaine, il est en concurrence avec les vétérinaires et les dentistes équins, métier récent mais sans formation professionnelle dédiée en 2015 en France. Ce travail nécessite une bonne condition physique, et demande des déplacements fréquents. La formation en France consiste en un CAPA suivi d'un  brevet technique des métiers (BTM) de maréchal-ferrant. Dans certains pays comme aux États-Unis, aucune certification juridique de maréchal-ferrant n'existe.

## Autres métiers scientifiques
Éthologue équin
L'éthologue équin étudie le comportement des chevaux. Il est aussi amené à conseiller les établissements et les particuliers dans leur relation au cheval. Il a généralement suivi un DU d’éthologie du cheval (Bac +2) ou un master d’éthologie (Bac +5). Cependant, comme le dit Hélène Roche, les contrats de travail d'éthologues sont peu nombreux et il faut «créer son emploi».

## Métiers de la sécurité et de l'environnement

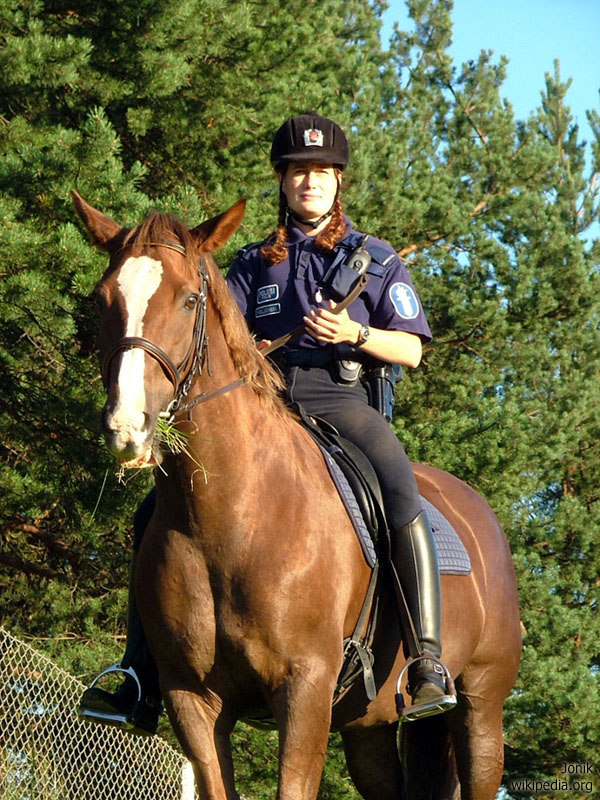
Officier de la police montée à Helsinki en Finlande.

En France, en 2013, 400 emplois équestres étaient liés au sécurité et de l'environnement.

### Métiers de garde à cheval
Les métiers de garde à cheval ont pour objectifs la surveillance de manière écologique et le maintien de l’ordre.
Garde républicain
Les gardes républicains assurent des missions de service d’ordre, de surveillance, de représentation et de protection de hautes personnalités. Gendarme avant tout, il dépend du ministère de l’intérieur. Un critère physique de taille est à respecter : 1,70 cm minimum pour le régiment monté. L'accès est sur concours. Les postes sont peu nombreux, au total 571 postes (dont les vétérinaires et maréchaux) dans le régiment de cavalerie. L'accès est sur concours.
Garde vert
Le gardes verts, aussi appelé garde nature ou écogarde à cheval, patrouille, renseigne et incite au respect de l’environnement et du patrimoine. Les brigades équestres de l'Office national des forêts surveillent les massifs forestiers, particulièrement en période estivale. Ce métier est accessible après un brevet professionnel JEPS (Jeunesse, Éducation Populaire et Sports) mention activités équestres, un Bac pro CGEH (Conduite et Gestion des Entreprises Hippiques), ou un CQP ORE (Organisateur de Randonnées Equestres). Le garde vert correspond au Ranger tel que défini par l'International Ranger Federation.
Police montée, brigade équestre, gendarme à cheval
Les policiers à cheval, les brigades équestres  et les gendarmes à cheval assurent des missions de sécurité, de prévention et de maintien de l’ordre. Ils sont employés dans la police nationale (unité équestre) ou au sein d’une police municipale (brigade équestre). Les postes sont peu nombreux, au total 117 postes en 2008. Ces métiers sont accessibles sur concours, et nécessitent au minimum le Galop 5 (Galop 6 pour la brigade équestre du Château de Versailles). De nombreux pays emploient des unités de police à cheval. L'Australie possède la plus ancienne unité montée en continu dans le monde. Aux États-Unis, la United States Border Patrol avait 200 chevaux en 2005, et de nombreuses villes ont encore monté unités, comme à New York. La police royale d'Oman monte aussi bien des chevaux que des chameaux. L'escorte royale à cheval en Belgique est une unité temporaire activée chaque fois qu'il lui faut escorter le Roi lors de la fête nationale belge et lors d'événements protocolaires tels visites de souverains et présidents étrangers et présentations d'ambassadeurs. Notons aussi la Gendarmerie royale du Canada.

### Autres métiers de la sécurité et de l'environnement
Débardeur à cheval

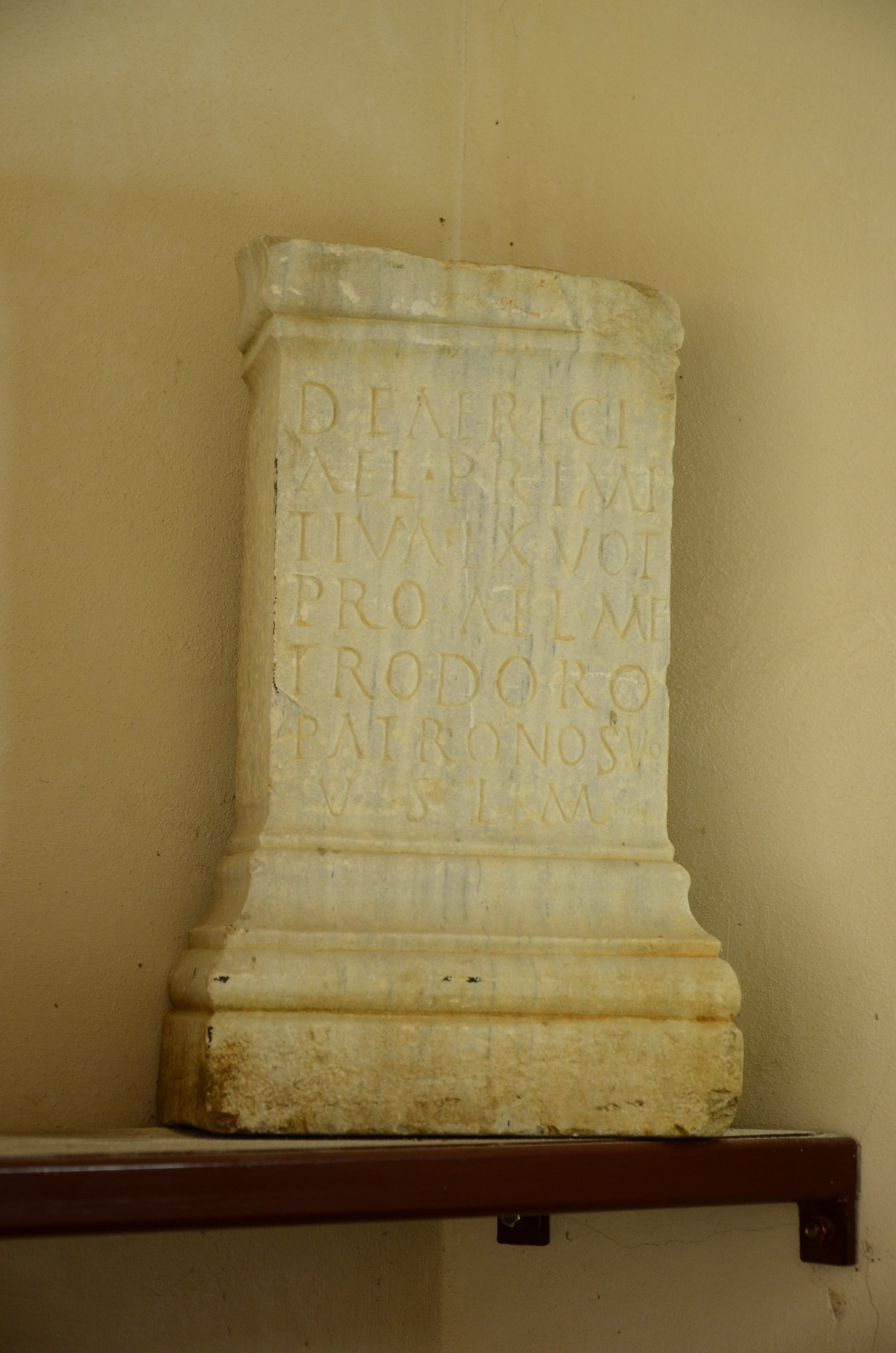
Recherche montée, États-Unis

Le débardeur à cheval. Le débardage en forêt peut se faire avec des chevaux, le cheval respectant les sols fragiles et travaillant sans bruit de moteur ni pollution. Ce métier nécessite une bonne condition physique pour manipuler les billots et évoluer en terrain parfois difficile, une maîtrise des techniques d’attelage et des règles de sécurité. Il est accessible avec un certificat de spécialisation utilisateur de chevaux attelés.
Unité de premiers secours équine
Les unités de premiers secours équine (recherche et sauvetage montés) peuvent intervenir en terrain accidenté, pour localiser les personnes et de fournir des secours en cas de catastrophe. Elles sont utilisées aux États-Unis, au Canada, en Australie et en Allemagne.

## Métiers de l'art
Peintre animalier
Le peintre animalier est un artiste peintre, il conçoit et réalise des œuvres à l’aide de dessin, pastel, peinture à l’huile ou à l’eau, collage. Des écoles d’art, publiques et privées, délivrent des diplômes pour les personnes souhaitant se former et acquérir les bases pour exercer ce métier (École nationale supérieure des beaux-arts, École nationale supérieure des arts décoratifs, etc).
Photographe animalier
Le photographe animalier photographie les animaux dans leurs milieux naturels. Il dispose d'une formation de photographe, pouvant aller du Bac pro photographie au Bac +5.
Artistes de spectacle équestre et cavalier de spectacles
Les artistes de spectacle équestre et les cavaliers de spectacle allient art et équitation.
Le cavalier de spectacle gagne sa vie en produisant ses chevaux en public (comme Frédéric Pignon, Jean-François Pignon, Lorenzo, Les Hasta Luego, Bartabas ). Sont aussi assimilés à cette discipline les cavaliers de cirque comme Alexis Grüss et les cascadeurs comme Mario Luraschi. Le cavalier de spectacle a suivi une formation artistique (École du cirque, Conservatoire, Académie du spectacle équestre… ) à laquelle s’ajoute une excellente formation en dressage.

## Autres métiers
Chuchoteur
Le chuchoteur est un éducateur ou rééducateur de chevaux, qui utilise des méthodes basées sur la compréhension du comportement du cheval, et s'inspire de l'éthologie équine. C'est aussi un enseignant d'équitation éthologique. Ce n'est pas un scientifique, contrairement à l'éthologue équin.
Bourrelier et sellier harnacheur
Des métiers annexes concernent la confection et la vente d'outils et d'instruments spécialisés : les bourreliers confectionnent les selles, les brides, voire des bottes sur mesure pour le cavalier. Les selliers harnacheurs s'occupent des colliers et harnachements pour chevaux attelés. En France, ils sont titulaires d'un CAP sellier harnacheur.